# 프레더릭 애슈턴

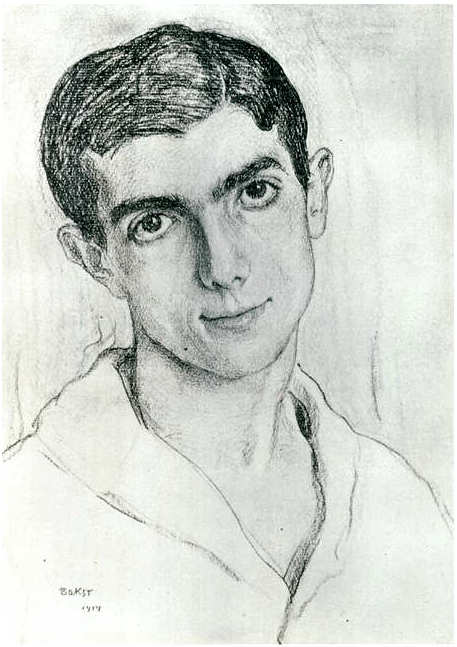
1914년 모습

프레더릭 애슈턴(Frederick Ashton, 본명: 프레드릭 윌리엄 말란데인 애슈턴 경(1904년 9월 17일 ~ 1988년 8월 18일)은 영국의 발레 무용수이자 안무가였다. 그는 오페라, 영화, 레뷔에서 연출가 겸 안무가로도 활동했다.
전통적인 중산층 가정의 반대에도 불구하고 무용수가 되기로 결심한 애슈턴은 레오니드 마신과 마리 램버트의 제자로 받아들여졌다. 1926년 램버트는 그에게 안무에 도전해 보라고 권했고, 그는 전문 무용수로도 계속 활동하며 성공을 거두었지만, 그가 유명해진 것은 안무가로서였다.
애슈턴은 1935년부터 1963년 은퇴할 때까지 니네트 드 발루아의 수석 안무가로 활동했으며, 빅웰스 발레단, 새들러스 웰스 발레단, 로열 발레단으로 불리던 발레단에서 활동했다. 그는 드 발루아의 뒤를 이어 발레단의 이사가 되었고, 1970년 은퇴할 때까지 이사직을 맡았다.
애슈튼은 영국 특유의 발레 장르를 창안한 공로를 인정받고 있다. 그의 대표작으로는 <파사드>(1931), <교향적 변주곡>(1946), <신데렐라>(1948), <악녀>(1960), <단조곡 1, 2>(1965), <수수께끼 변주곡>(1968), 그리고 발레 영화 <베아트릭스 포터 이야기>(1971) 등이 있다.